# Monza e Brianza
De provincie Monza e Brianza is gelegen in de Noord-Italiaanse regio Lombardije. In het noorden grenst ze aan de provincies Varese, Como,  Lecco en Bergamo en in het zuiden aan de metropolitane stad Milaan.
Monza is een van de acht in 2004 ingestelde nieuwe Italiaanse provincies en is in juni 2009 ontstaan uit de provincie Milaan. De Brianza is het heuvellandschap dat ten zuiden van het Comomeer ligt. Met 2097 inwoners per vierkante kilometer is Monza een van de dichtstbevolkte provincies van Italië.
De hoofdstad Monza is vooral bekend om zijn Autodromo. Dit racecircuit ligt in een groot park nabij de stad. In het historische centrum staat de 14de-eeuwse Duomo met zijn bijzondere wit-groene gevel aan de linker zijde staat een robuuste klokkentoren. Andere belangrijke monumenten in de stad zijn de kerk Santa Maria in Istrada en het bakstenen stadspaleis Arengario.
Veel natuur is er in de dichtvolkte provincie niet te vinden, wel zijn de oevers van de rivier de Lambro tot beschermd natuurgebied verklaard. Ten westen van de stad Seveso liggen heidevelden, die tot de zuidelijkste van Europa behoren. Dit maakt deel uit van het natuurpark Parco delle Groane.

## Belangrijke plaatsen
- Monza (122.263 inw.)
- Seregno (40.001 inw.)
- Desio (34.844 inw.)
- Lissone (34.450 inw.)
- Cesano Maderno (32.802 inw.)